# Pszczelnik
Pszczelnik (do 1945 niem. Kuhdamm) – wieś w Polsce położona w województwie zachodniopomorskim, w powiecie myśliborskim, w gminie Myślibórz.
W latach 1975–1998 miejscowość administracyjnie należała do województwa gorzowskiego.
W pobliżu miejscowości znajduje się Jezioro Zielin.

## Katastrofa Lituaniki
W pobliskim lesie 17 lipca 1933 roku zginęli w katastrofie dwaj litewscy piloci Steponas Darius i Stasys Girėnas, którzy samolotem Lituanica wystartowali z Nowego Jorku i zdołali przelecieć Atlantyk bez międzylądowań. Ich lot miał się zakończyć w oddalonym o 650 km Kownie.
Ku ich czci 17 lipca 1936 r. odsłonięto pomnik w kształcie Krzyża Witolda Wielkiego, autorstwa V. Landsbergisa-Žemkalnisa, a obok drewniany słup w formie krzyża i obelisk z granitu, z informacją w czterech językach o tragedii, do której doszło w tym miejscu.
Do wojny opiekowali się nim litewscy dyplomaci z Berlina. Po wojnie miejsce zostało zapomniane i zdewastowane. Dopiero 50 lat po tragedii, w 1983 r. pomnik został ponownie odrestaurowany. Niedaleko, w chacie żmudzkiej przywiezionej w 1989 roku z Muzeum Budownictwa Ludowego w Rumszyszkach na Litwie zorganizowano małe muzeum.
13 lipca 2008 r., 75 lat po tym tragicznym zdarzeniu, w Pszczelniku w miejscu katastrofy miały miejsce uroczystości rocznicowe z udziałem prezydentów Polski – Lecha Kaczyńskiego i Litwy – Valdasa Adamkusa, a 16 lipca 2023 r. prezydenci Polski i Litwy Andrzej Duda i Gitanas Nausėda upamętnili 90. rocznicę katastrofy.